# 郑州公交21路
郑州公交21路是郑州市的一条公共汽车线路，来往于德润路公交站和火车站南港湾，由郑州公交第五运营公司运营，开通于2000年。

## 线路历史
1982年，郑州公交曾开辟21路郊区路线，由大石桥至新郑龙王镇，运行一年多后于1984年停驶，该线路与现在的21路并无关系。
目前的21路开通于2000年，当时首末站为农化市场和火车站。2007年8月16日线路延伸至天荣国际建材港。2011年3月10日，21路北端终点站再次向北延伸至花园路刘庄。
2023年11月4日，21路东北端终点站调整至位于郑东新区的德润路公交站，同时运营公司由郑州公交集团第二运营公司改为郑州公交集团第五运营公司。

## 线路基本资料

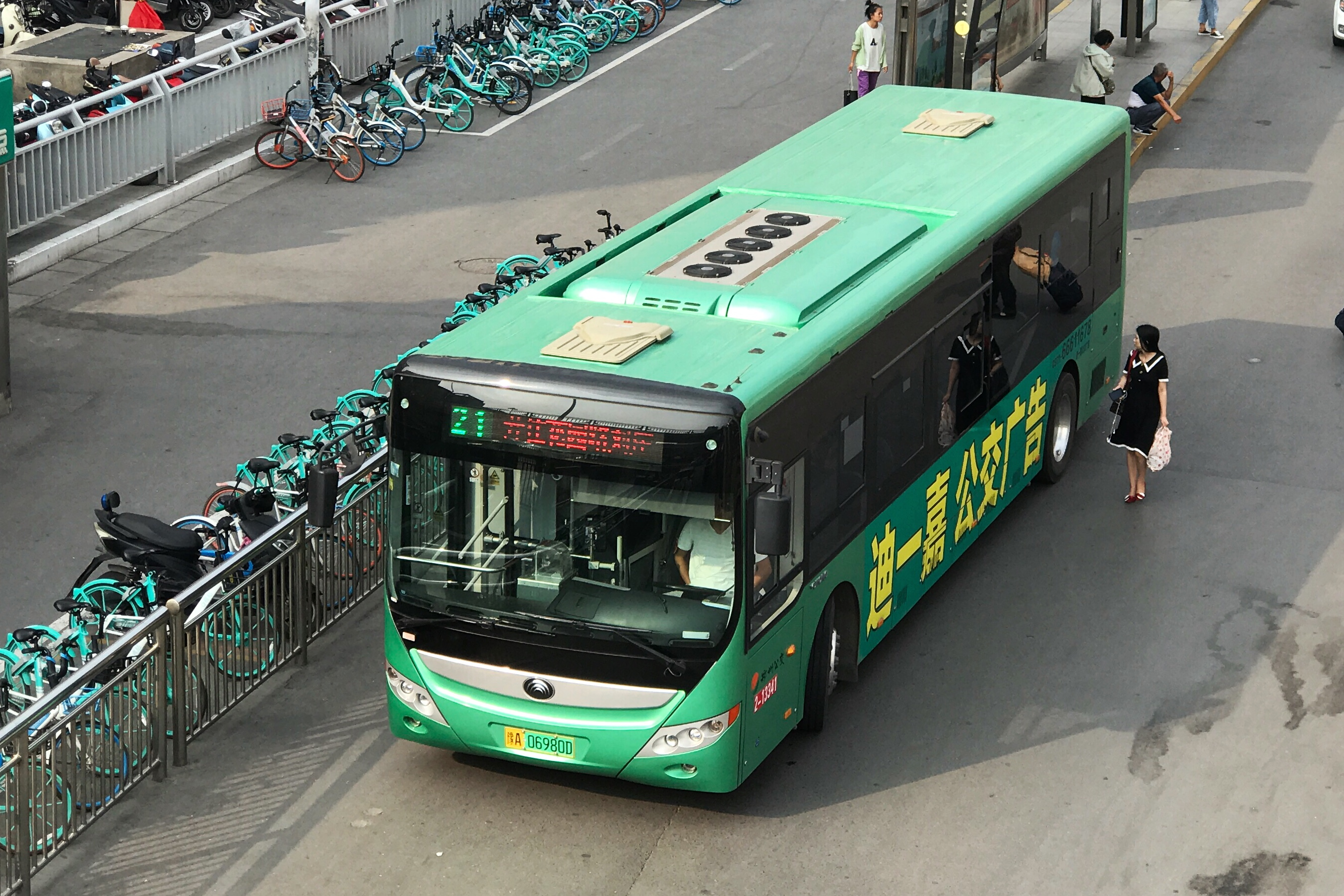
运行于21路的宇通E10客车停靠于火车站南港湾

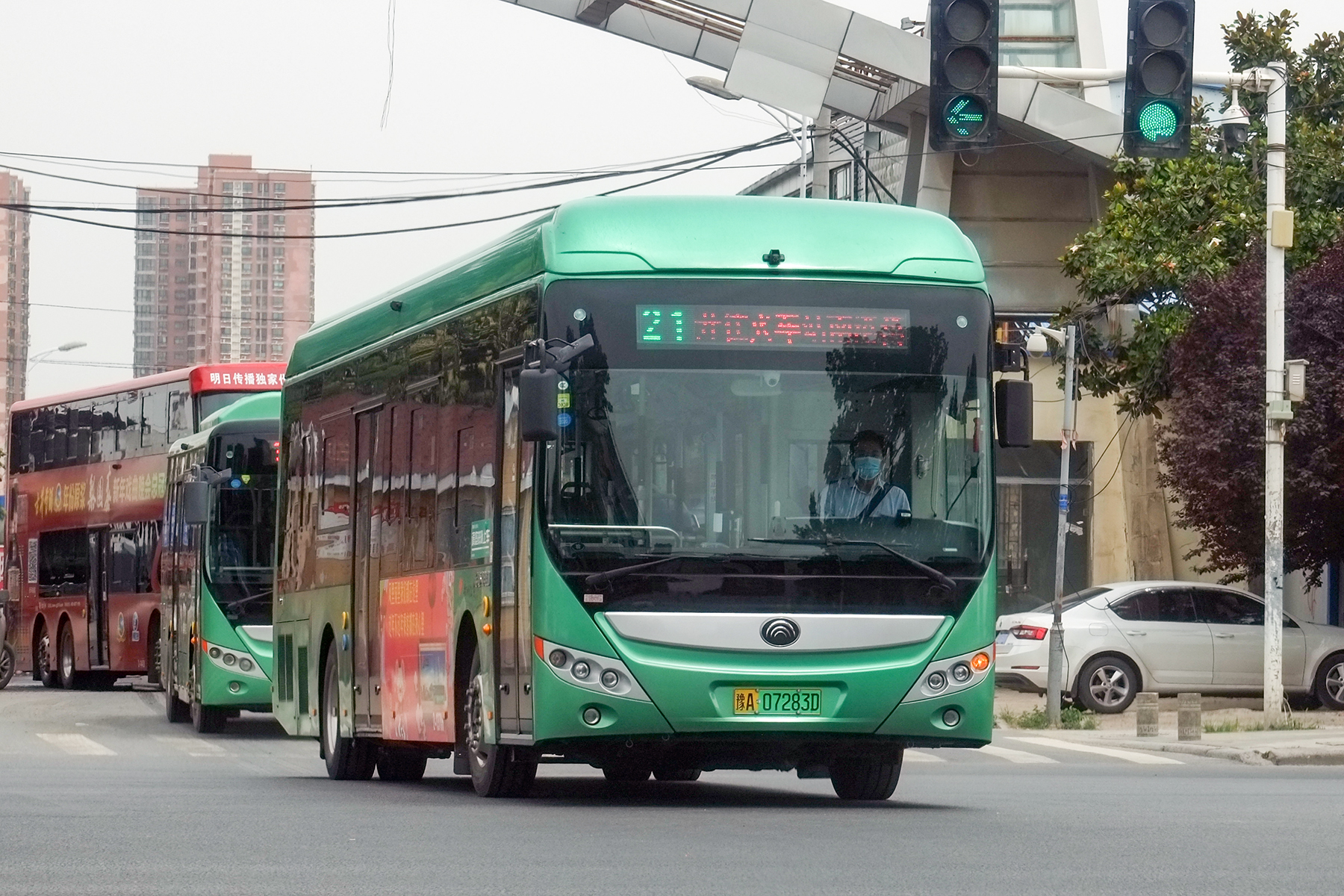
运行于21路的宇通E12客车驶出刘庄公交场站

### 线路走向
- 下行：德润路公交站→火车站南港湾
  - 途经道路：德润路、龙湖外环西路、东风路、经三路、红专路、花园路、纬五路、经八路、纬三路、文化路、二七路、解放路、福寿街、大同路
- 上行：火车站南港湾→德润路公交站
  - 途经道路：大同路、一马路、操场街、敦睦路、福寿街、解放路、二七路、文化路、任寨北街、经八路、纬五路、花园路、红专路、经三路、东风路、龙湖外环西路、德润路

### 服务时间
- 德润路公交站：06:00～21:00
- 火车站南港湾：06:00～21:00

### 收费
- 全程单价RMB¥1，无人售票，支持绿城通（普通储值卡8折，成人月票5折，学生月票2.5折，老年卡免费）、微信/支付宝乘车码及银联云闪付。

### 与郑州地铁的换乘
- █ 1号线：二七广场
- █ 2号线：黄河路
- █ 3号线：二七广场
- █ 5号线：黄河路

### 停站
21路各停靠站点如下表所示：
| 下行站序 | 上行站序 | 站名                 | 所在道路     | 轨交换乘                                 | 周边地点                                                             |
| 1        | 24       | 德润路公交站         | 德润路       |                                          | 宏光揽境、小营点军台遗址公园                                         |
| 2        | 23       | 龙湖外环路龙湖中环路 | 龙湖外环西路 | 宏光揽境、东方御园                       |                                                                      |
| -        | 22       | 龙湖外环路渠北路     | 龙湖外环西路 | 东方御园                                 |                                                                      |
| 3        | 21       | 东风路中州大道       | 东风路       | 天裕小区                                 |                                                                      |
| -        | 20       | 东风路枣庄           | 东风路       | 未来天奕                                 |                                                                      |
| 4        | -        | 鑫苑路东明路         | 鑫苑路       | 鑫苑名家                                 |                                                                      |
| 5        | -        | 鑫苑路经三路         | 鑫苑路       | 天府小区                                 |                                                                      |
| 6        | 19       | 经三路农科路         | 经三路       | 金成国际广场、绿洲银郡、宏都花园         |                                                                      |
| 7        | 18       | 经三路林科路         | 经三路       | 华润万家经三路店、中国移动通信河南公司   |                                                                      |
| 8        | 17       | 经三路丰产路         | 经三路       | 财富广场、关虎屯新区                     |                                                                      |
| 9        | 16       | 红专路经三路西       | 红专路       | 中信保诚人寿大厦、绿洲商务大厦           |                                                                      |
| 10       | 15       | 红专路政七街         | 红专路       | 泓源大酒店                               |                                                                      |
| 11       | 14       | 红专路政六街         | 红专路       | 豫棉宾馆、荣华商务大厦                   |                                                                      |
| 12       | 13       | 花园路红专路         | 花园路       | 邮政大厦、郑花大厦、河南省市场监督管理局 |                                                                      |
| 13       | 12       | 花园路黄河路         | 花园路       | 25 黄河路                                | 河南省粮食和物资储备局、河南通信设计院                               |
| 14       | 11       | 纬五路花园路         | 纬五路       |                                          | 纬五路第一小学、河南省实验幼儿园、大河锦江饭店                       |
| 15       | 10       | 河南教育学院         | 纬五路       | 河南教育学院纬五路校区                   |                                                                      |
| 16       | 9        | 纬五路经六路         | 纬五路       | 纬三路小学、海通大厦、希瑞商务大厦       |                                                                      |
| 17       | 8        | 纬五路经八路         | 纬五路       | 长城公寓                                 |                                                                      |
| 18       | -        | 经八路纬三路         | 经八路       | 云鹤大厦                                 |                                                                      |
| 19       | -        | 纬三路经八路         | 纬三路       | 煤炭社区                                 |                                                                      |
| -        | 7        | 任寨北街文化路       | 任寨北街     | 联盛大厦、联盛小区                       |                                                                      |
| 20       | 6        | 新通桥               | 文化路       | 河南省商务厅、金茂大厦、河南省体育馆     |                                                                      |
| 21       | 5        | 人民公园东门         | 二七路       | 人民公园、郑州市政协、郑州市公安局       |                                                                      |
| 22       | 4        | 百货大楼             | 二七路       | 郑州百货大楼、丹尼斯大卫城、大上海城     |                                                                      |
| 23       | 3        | 二七广场二七路       | 二七路       | 13 二七广场                              | 二七广场、正弘大厦、金运大厦、金博大城                               |
| -        | 2        | 福寿街大同路         | 敦睦路       |                                          | 名门天隆城、银基广场                                                 |
| 24       | 1        | 火车站南港湾         | 大同路       | 郑州站                                   | 郑州火车站、郑州长途汽车中心站、格林兰大酒店、中原大厦、郑州邮政大楼 |